# روابط روسیه و بریتانیا
روابط روسیه و بریتانیا (انگلیسی: Russia–United Kingdom relations) روابطه ای طولانی و پیچیده بوده است. این دو کشور در مقاطعی دوست و در دورانی دشمن یکدیگر یوده اند. دو کشور در طول تاریخ روابط پرفراز و نشیبی داشته‌اند. روابط رسمی بین دو کشور در سال ۱۵۵۳ آغاز شد. اوایل قرن ۱۹ بود که آنها علیه ناپلئون متحد شدند. با این حال، این اتحاد کوتاه مدت بود و دو کشور در طول جنگ کریمه در دهه ۱۸۵۰ دشمن یکدیگر شدند. در اواخر قرن نوزدهم، روسیه و بریتانیا درگیر رقابتی به نام بازی بزرگ شدند و برای کنترل آسیای مرکزی رقابت کردند. این دوره با جاسوسی و خرابکاری همراه بود و هر دو طرف در تلاش برای برتری بر یکدیگر بودند. در طول جنگ جهانی اول و دوم، روسیه و بریتانیا دوباره متحد شدند، اما انقلاب روسیه در سال ۱۹۱۷ روابط را تیره کرد. دو کشور در طول جنگ جهانی دوم به همکاری خود ادامه دادند، اما تنش‌ها همچنان بالا بود. دوران جنگ سرد شاهد وخامت قابل توجهی در روابط روسیه و بریتانیا بود. نفوذ اتحاد جماهیر شوروی به نهادهای اطلاعاتی و امنیتی بریتانیا در طول دهه ۱۹۳۰–۱۹۵۰ ضربه بزرگی به اعتماد بین دو کشور وارد کرد. در دوران پس از فروپاشی اتحاد جماهیر شوروی، سرمایه گذاران تجاری روسیه روابط قوی با موسسات مالی لندن ایجاد کردند. با این حال، این دوره همچنین با فعالیت‌های شدید جاسوسی همراه بود و هر دو طرف در تلاش برای برتری بر یکدیگر بودند. در سال‌های اخیر، روابط بین روسیه و بریتانیا به‌طور فزاینده ای متشنج است. مسمومیت الکساندر لیتویننکو در سال ۲۰۰۶، جنگ روسیه و اوکراین و مسمومیت سرگئی و یولیا اسکریپال در سال ۲۰۱۸ همگی در این وخامت نقش داشته‌اند. حمله روسیه به اوکراین در سال ۲۰۲۲ منجر به قطع رابطه کامل دو کشور شد. بریتانیا تحریم‌های اقتصادی علیه رسانه‌های روسیه اعمال کرده است.
پادشاهی انگلیس و تزار روسیه در سال ۱۵۵۳، زمانی که دریانورد انگلیسی ریچارد چانسلر وارد آرخانگلسک شد، روابطشان آغاز شد. این آغاز روابط پیچیده و اغلب پرآشوب بین دو ملت بود. شرکت مسکووی که در سال ۱۵۵۵ تأسیس شد، تا سال ۱۶۹۸ بر تجارت بین انگلیس و روسیه انحصار داشت. این شرکت نقش مهمی در شکل‌دادن به روابط بین دو کشور داشت که تجارت عامل اصلی آن بود. در ۱۶۹۷–۱۶۹۸، پیتر اول، تزار روسیه، به مدت سه ماه از انگلستان دیدن کرد. او در این سفر روابط خود را بهبود بخشید و با آخرین فن آوری به ویژه در کشتی سازی و ناوبری آشنا شد. پادشاهی بریتانیای کبیر (۱۷۰۷–۱۸۰۰) و بعداً پادشاهی متحد بریتانیای کبیر و ایرلند (۱۸۰۱–۱۹۲۲) روابط مهمی با امپراتوری روسیه (۱۷۲۱–۱۹۱۷) داشتند. پیتر اول روسیه را وارد امور اروپا کرد و خود را امپراتور اعلام کرد که منجر به افزایش تعاملات بین دو ملت شد. از دهه ۱۷۲۰، پیتر اول مهندسان بریتانیایی را به سن پترزبورگ دعوت کرد که منجر به تأسیس یک جامعه کوچک اما از نظر تجاری با نفوذ انگلیسی-روسی شد. این جامعه از سال ۱۷۳۰ تا ۱۹۲۱ وجود داشت. در طول سلسله جنگ‌های کلی اروپا در قرن هجدهم، این دو امپراتوری خود را به عنوان متحد و گاهی دشمن یافتند. آنها در طول جنگ جانشینی اتریش (۱۷۴۰–۱۷۴۸) در یک طرف جنگیدند، اما در طول جنگ هفت ساله (۱۷۶۳–۱۷۵۶) در دو طرف مخالف جنگیدند. اگرچه آنها درگیری مستقیم نداشتند، اما رقابت آنها یکی از جنبه‌های کلیدی بازی بزرگ بود. روابط بین انگلیس و روسیه با دوره‌های همکاری و درگیری مشخص شده است. از روزهای اولیه تجارت و اکتشاف تا پویایی پیچیده جنگ و دیپلماسی، این دو ملت تاریخ طولانی و پیچیده‌ای داشته‌اند.